# Mariola (singel)
Mariola – singel Kazika promujący album Silny Kazik pod wezwaniem. Singel został wydany w 2008 roku przez S.P. Records.

## Lista utworów
1. Mariola - wersja zasadnicza
2. Mariola - wersja (podobno) radiowa
3. Mariola - wersja transmisyjno-transcendentalna
4. Mariola - wersja Oziego
5. Mariola - kanraoke
6. Mariola - jedynie głos

słowa: R. Sadowski
muzyka: T. Chyła

## Skład
Andrzej Izdebski - wszystkie instrumenty
Kazik Staszewski - głos męski, saksofon altowy